# Linaria pelisseriana
La linajola di Pellicier (nome scientifico Linaria pelisseriana (L.) Mill., 1768) è una pianta appartenente alla famiglia delle Plantaginaceae.

## Etimologia
Il nome generico (Linaria) deriva da un nome latino per il lino (linone) e si riferisce alla somiglianza delle foglie di alcune specie di questo genere a quelle della specie Linum usitatissimum. L'epiteto specifico (pelisseriana) è stato dato in ricordo del vescovo di Montpellier Guillaume Pelisser (1490 - 1568) studioso di botanica e menzionato da Joseph Pitton de Tournefort come scopritore del Teucrium scordium e della pianta di questa voce.
Il nome scientifico della specie è stato definito inizialmente da Linneo (1707 – 1778), con la denominazione basionomica Antirrhinum pelisserianum, perfezionato successivamente nella denominazione attuale dal botanico scozzese Philip Miller (Chelsea, 1691 – Chelsea, 18 dicembre 1771) nella pubblicazione "Gardeners Dictionary, Edition 8. Linaria n° 11. London" del 1768.

## Descrizione

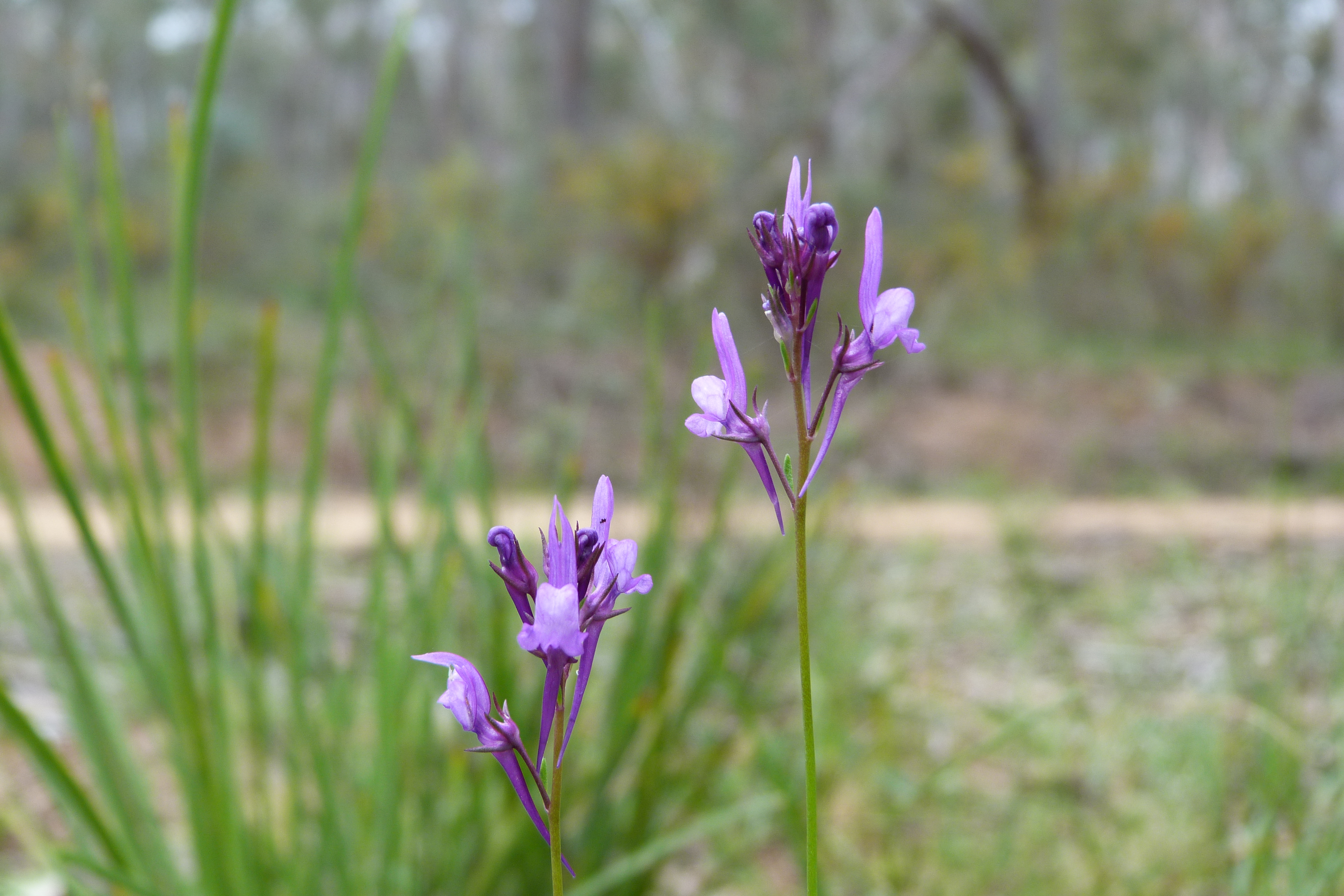
Il portamento

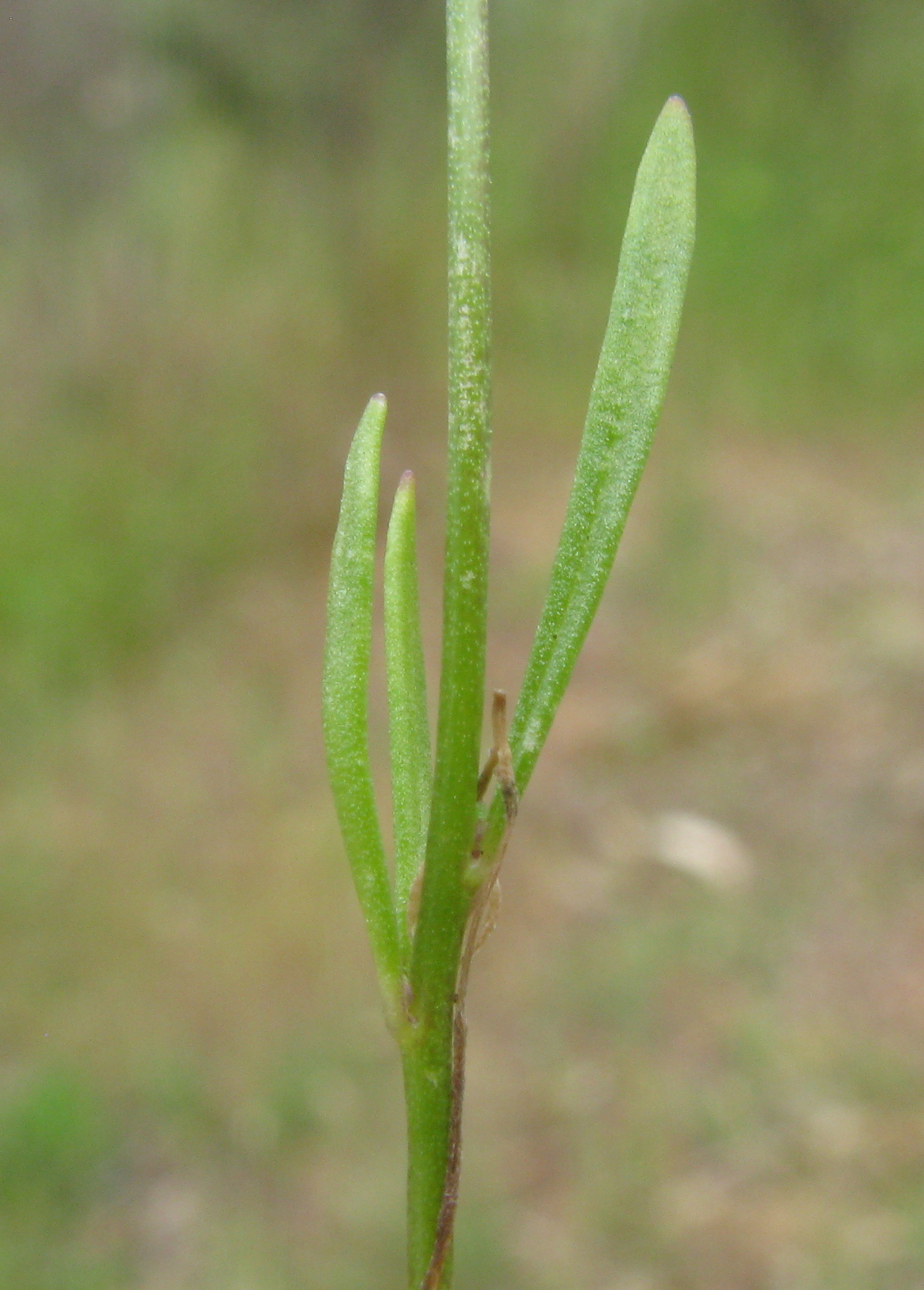
Le foglie

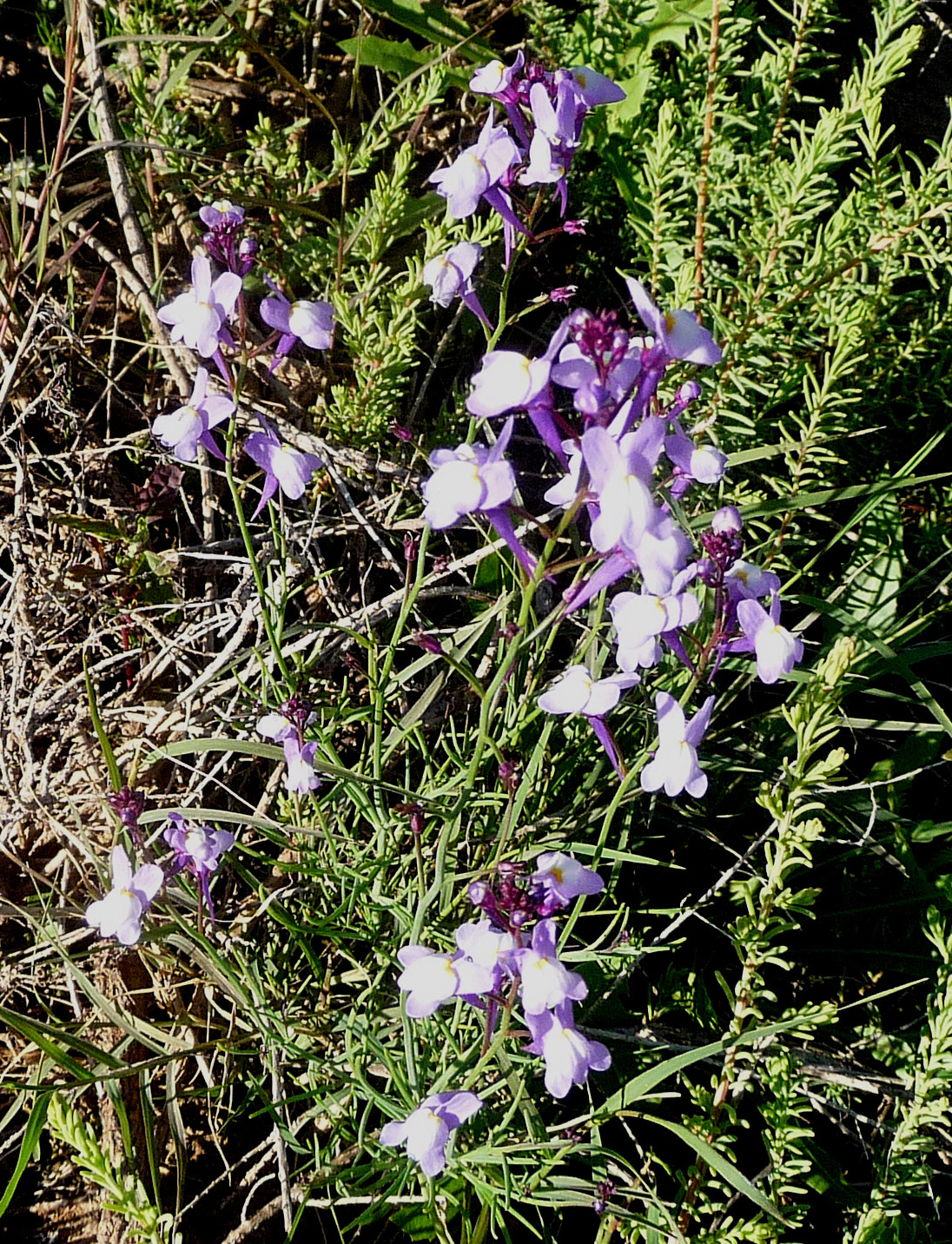
Infiorescenza

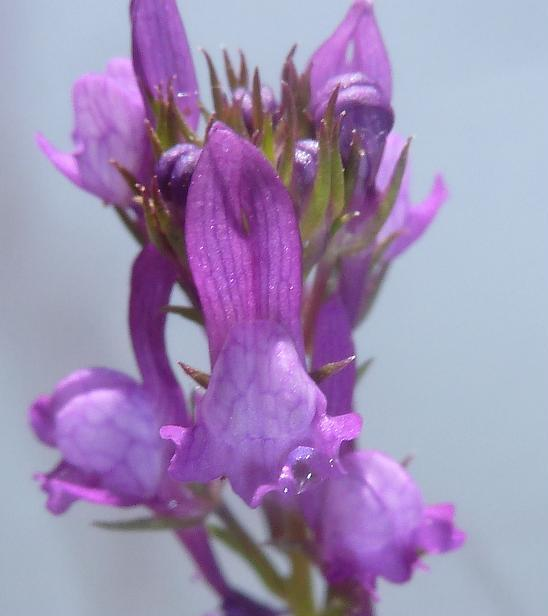
I fiori

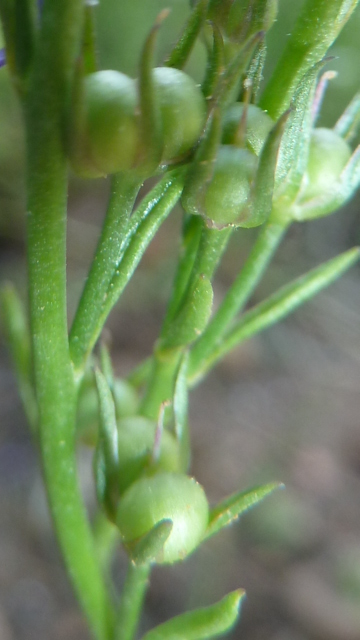
I frutti

Queste piante arrivano ad una altezza di 1 - 5 dm. La forma biologica è terofita scaposa (T scap), ossia in generale sono piante erbacee che differiscono dalle altre forme biologiche poiché, essendo annuali, superano la stagione avversa sotto forma di seme e sono munite di asse fiorale eretto e spesso privo di foglie. Tutta la pianta è glabra e glauca.

### Radici
Le radici sono tendenzialmente fittonanti.

### Fusto
La parte aerea del fusto è eretta, semplice o ramificata alla base. 

### Foglie
Le foglie, subsessili, sono dimorfe. Le inferiori sono pennatosette in numero di 9 - 15 segmenti raggruppati in verticilli di 3 foglie con forme strettamente ellittiche e apici acuti; le superiori sono disposte in modo alterno ed hanno delle forme semplici e lineari. Dimensione delle foglie inferiori: larghezza 3 mm; lunghezza 6 – 8 mm. Dimensione delle foglie superiori: larghezza 1 mm; lunghezza 15 – 25 mm. 

### Infiorescenza
Le infiorescenze sono formate da brevi spighe composte da fiori contigui e addensati. I fiori sono peduncolati. Lunghezza del peduncolo: 5 – 10 mm.

### Fiore
- I fiori sono ermafroditi, zigomorfi e tetraciclici (ossia formati da 4 verticilli: calice– corolla – androceo – gineceo) e tetrameri (i verticilli del perianzio hanno 4 elementi).
- Formula fiorale:

X o * K (4-5), [C (4) o (2+3), A 2+2 o 2], G (2), capsula.
- Il calice, più o meno attinomorfo e gamosepalo, è formato da un tubo subnullo terminante in cinque lacinie di 2,5 mm.
- La corolla, gamopetala e tubolare, è del tipo bilabiato, ed è completamente chiusa da un rigonfiamento del labbro superiore (corolla personata). Inoltre uno sperone (o un sacco) è presente all'altezza delle fauci della gola della corolla in posizione abassiale. In particolare il labbro posteriore (superiore) è formato da due petali ed è eretto, l'anteriore da tre petali riflessi. Il colore della corolla è violetto scuro o violaceo-purpureo. Dimensione della corolla: 17 – 20 mm. Lunghezza dello sperone: 10 mm.
- L'androceo è formato da 4 stami didinami tutti fertili. I filamenti sono adnati alla base della corolla e sono inclusi o poco sporgenti. Le antere sono formate da due teche distinte e divaricate e formano una struttura simile ad un anello. La deiscenza è longitudinale attraverso due fessure. I granuli pollinici sono tricolpoporati. Il nettare si trova nello sperone e può essere raggiunto solamente dagli insetti che riescono a entrare nelle fauci chiuse dal rigonfiamento del labbro superiore.
- Il gineceo è bicarpellare (sincarpico - formato dall'unione di due carpelli connati). L'ovario è supero con placentazione assile e forma da ovoidi a subglobose. Gli ovuli per loculo sono numerosi, hanno un solo tegumento e sono tenuinucellati (con la nocella, stadio primordiale dell'ovulo, ridotta a poche cellule).[12] Lo stilo ha uno stigma da capitato a fortemente bilobo.
- Fioritura: da marzo a giugno (luglio).

### Frutti
Il frutto è una capsula lunga quasi il doppio del calice. I semi, numerosi, hanno delle forme discoidi compresse con un'ala membranosa (semi alati). Al momento della maturazione i semi fuoriescono da due fori (opercoli) che si aprono nella parte superiore del frutto (capsula porocida). Dimensione della capsula: 2,5 – 3 mm.

## Riproduzione
- Impollinazione: l'impollinazione avviene tramite insetti (impollinazione entomogama) quali imenotteri, lepidotteri o ditteri o il vento (impollinazione anemogama).[13]
- Riproduzione: la fecondazione avviene fondamentalmente tramite l'impollinazione dei fiori (vedi sopra).
- Dispersione: i semi cadendo (dopo aver eventualmente percorso alcuni metri a causa del vento - dispersione anemocora) a terra sono dispersi soprattutto da insetti tipo formiche (disseminazione mirmecoria).

## Distribuzione e habitat

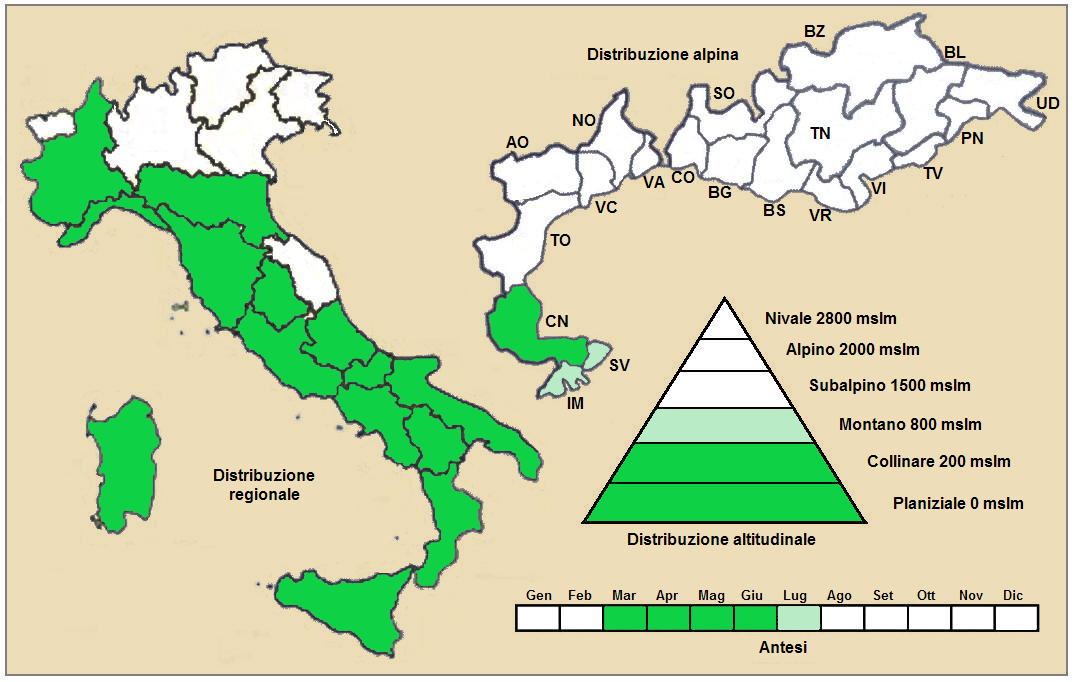
Distribuzione della pianta
(Distribuzione regionale – Distribuzione alpina)

- Geoelemento: il tipo corologico (area di origine) è Mediterraneo (Ovest Europeo) - Atlantico.
- Distribuzione: in Italia è una specie comune e si trova soprattutto lungo il litorale tirrenico. Al nord si trova nelle Alpi Occidentali. Questa specie si sta espandendo verso Nord e verso Est. Fuori dall'Italia, sempre nelle Alpi, questa specie si trova in Francia (dipartimento di Alpes-de-Haute-Provence). Sugli altri rilievi europei collegati alle Alpi si trova nel Massiccio Centrale, Pirenei e Monti Balcani.[11] Nel resto dell'Europa e dell'areale del Mediterraneo si trova dalla Penisola Iberica alla Grecia, nell'Anatolia, nell'Asia mediterranea e in Algeria.[15]
- Habitat: l'habitat tipico per questa pianta sono gli incolti, i campi, le colture, le vigne, i pascoli aridi (praterie rase xerofile mediterranee) e le garighe e le macchie basse; si trova anche tra gli affioramenti rocciosi e nelle zone sabbiose. Il substrato preferito è siliceo con pH acido, medi valori nutrizionali del terreno che deve essere arido.
- Distribuzione altitudinale: sui rilievi queste piante si possono trovare fino a 1.000 m s.l.m.; frequentano quindi i seguenti piani vegetazionali: collinare e in parte quello montano (oltre a quello planiziale – a livello del mare).

### Fitosociologia
Dal punto di vista fitosociologico alpino Linaria pelisseriana appartiene alla seguente comunità vegetale:
- Formazione: delle comunità pioniere a terofite e succulente

- Classe: Thero-Brachypodietea

- Ordine: Tuberarietalia guttatae

- Alleanza: Tuberarion guttatae

## Tassonomia
La famiglia Plantaginaceae comprende 12 tribù, 105 generi e oltre 1 800 specie. Il genere della specie di questa voce appartiene alla tribù Antirrhineae e si compone di oltre 150 specie distribuite dal Nord America, Europa e Asia.
La specie Linaria pelisseriana fino a poco tempo fa era circoscritta nella famiglia Veronicaceae o Scrophulariaceae a seconda dei vari Autori. L'attuale posizione tassonomica è stata realizzata con i nuovi sistemi di classificazione filogenetica (classificazione APG).
Il basionimo per questa specie è: Antirrhinum pelisserianum L., 1753.
Il numero cromosomico di L. pelisseriana è: 2n = 24.

### Filogenesi
Classificazioni recenti assegnano la specie di questa voce alla sect. Pelisserianae Valdes. Attualmente in base alle ultime ricerche di tipo filogenetico le specie del genere Linaria sono distribuite in 6 cladi. La specie L. pelisseriana si trova all'interno del secondo clade insieme al terzo clade (sect. Lectoplectro Pennell contenente le specie tradizionalmente classificate nel genere Nuttallanthus). Insieme questi due cladi formano un "gruppo fratello" e sono più o meno "basali" al resto del genere. Inoltre L. pelisseriana con la specie Linaria triornithophora (L.) Cav è un "gruppo fratello" e sono le uniche due specie della sezione. Queste due specie hanno in comune la morfologia delle capsule e dei semi compressi dorsoventralmente (una probabile sinapomorfia della sezione). Per altri aspetti morfologici queste due specie sono molto diverse. In effetti, ampi cambiamenti morfologici possono essersi verificati in entrambi i lignaggi dal loro antenato comune, data la loro probabile vecchia divergenza (come suggerito dai lunghi rami filogenetici che li separano).

### Sinonimi
Questa entità ha avuto nel tempo diverse nomenclature. L'elenco seguente indica alcuni tra i sinonimi più frequenti:
- Antirrhinum gracile Pers.
- Antirrhinum pelisserianum L.
- Antirrhinum saphyrinum Sieber ex Steud.
- Antirrhinum violaceum Salisb.

## Altre notizie
La linaria di Pellicier in altre lingue è chiamata nei seguenti modi:
- (DE)  Pelliciers Leinkraut
- (FR)  Linaire de Pellicier
- (EN)  Jersey Toadflax